# Манкси
Манкси (манкс: Ny Manninee, енглески: Manx people) су келтска етничка група чија је матична земља Острво Мен, које се налази у Ирском мору. На њихову културу су оставили значајне утиске Нордијци и Енглези. Манкса има укупно око 95.788, од тога највише на Острву Мен, али их има и у САД-у, Уједињеном Краљевству, Канади, Аустралији, Новом Зеланду и другим. Манкси су по вероисповести углавном хришћани (са протестантском већином, углавном англиканци и методисти са католичким и мормонистичким мањинама). Говоре манкс језиком, који спада у келтску групу индоевропске породице језика.

## Демографија
У складу са пописом из 2011. године,  Острво Мен је био дом 84.655 људи, од тога 26.218 живи у његовом главном граду Даглас. Такође, из тог пописа, 47,6% се родило на Острву Мен, 37,2% у Енглеској, 3,4% у Шкотској, 2,1% у Северној Ирској, 2,1% у Републици Ирској, 1,2% у Велсу и 0,3% на Каналским острвима, а 6,1% становништва је рођено у другим деловима света.

## Језици
Манкси говоре следећим језицима:
- Манкс, келтски језик.
- Енглески језик
  - Англо-манкс, означан енглески дијалект маншког језика.
  - Британски енглески, форма енглеског језика која се користи на Острву Мен, поготово за формалне намере.